# Fundamenta Mathematicae
Fundamenta Mathematicae é um periódico matemático com foco especial sobre os fundamentos da matemática.
Foi fundado em 1920 pelos matemáticos poloneses da Escola de Matemática de Varsóvia Wacław Sierpiński, Stefan Mazurkiewicz e Zygmunt Janiszewski, em seguida passando a fazer parte da equipe Kazimierz Kuratowski e mais tarde Karol Borsuk, e editado em Varsóvia. Atualmente o periódico é editado pelo Instituto de Matemática da Academia de Ciências da Polônia.
Já em sua concepção o periódico foi voltado à comunidade internacional, apesar do primeiro volume ser composto somente por artigos de matemáticos poloneses, a fim de apresentar ao mundo a emergente Escola de Matemática da Polônia.
O periódico foi devotado somente à topologia, teoria de conjuntos e fundamentos da matemática. Foi o primeiro periódico especializado na história da matemática. Atualmente os periódicos especializados são regra geral, mas naquele tempo a ideia foi revolucionária.